# 納科米爾印第安蘭徹里亞 (加利福尼亞州)
納科米斯印第安蘭徹里亞（英語：Nacomis Indian Rancheria）是位於美國加利福尼亞州門多西諾縣的一個非建制地區。該地的面積和人口皆未知。

## 地理
納科米斯印第安蘭徹里亞的座標為38°59′10″N 123°03′29″W / 38.98611°N 123.05806°W，而該地的平均海拔高度為234米（即768英尺）。